# ガールズトーク 薔薇組
『ガールズトーク 薔薇組』（ガールズトーク ばらぐみ）は、2013年10月2日から2014年3月25日までテレビ朝日で毎週火曜日25:51 - 26:21で放送されていたテレビドラマ。

## 概要・あらすじ
2011年10月にスタートしたモキュメントドラマ
『私のホストちゃん〜しちにんのホスト〜』シリーズの第4弾。
2012年10月に放送されていた『ガールズトーク〜十人のシスターたち〜』と同じくスマートフォン向け女性限定の匿名掲示板「GIRL TALK」に投稿された女性の悩みを基にドラマ化。ドラマのコンセプトは宝塚＋ジュリアナでジュリアヅカ。
開店10年目を迎えたショーレストラン「六本木香和」が週に1度薔薇組という店に看板を挿げ替える。その薔薇組を舞台に男のようなカッコよさを持つ女性がメンズのスーツを身にまとい男装、男言葉で接客、イマドキの女性たちの悩みに対する解決法を伝授していく。

## 出演者
役柄の横は役の設定。
- 薔薇組オーナー、玉姫(37歳)（演：hitomi）- 謎が多い女性。分かってる事は、薔薇組のオーナーで年齢が37歳、女性ということだけ。イメージカラーは赤（赤薔薇とも言われる）

玉姫には目の部分に目線が入っているが、目線がずれる事で演者がhitomiであることが分かる様になっている。ただし、私のホストちゃん〜しちにんのホスト〜の主人公『甘王（演：オキャディー）』やガールズトーク〜十人のシスターたち〜の神父の『天一（演：篠宮暁（オジンオズボーン））』の様にしょっちゅう外れる訳ではなく、週に1～2回程度である。目線が外れない週もある。
- 薔薇組専属振付師ジャネット黒木（演:Nana） - 黒木も謎が多い女性。 玉姫と違い年齢も不詳。只、アラフォーである事だけは分かっている。イメージカラーは黒（黒薔薇とも言われる）

黒木も玉姫同様、目線が入っているが、目線が外れることはない。只、号令の7.8の部分をわざと『ナーナ』と言う事で、Nanaであることが分かるようになっている。
- 白薔薇の聖矢(せいや)（黄色の横田）（演:楠世蓮）

オーディションの際､玉姫からの厳しい発言を受けるが、自らの髪の毛を玉姫の目の前で切り落としその男気が認められ白薔薇の聖矢として働くことになった。
ガールズトーク〜十人のシスターたち〜から引き続き出演。
- 青薔薇の優希(ゆうき)（演:林玲奈）

薔薇組開店当初、3か月後の人気投票の結果が最下位はクビと玉姫が宣告しており、2014年1月10日放送で、開店の3か月後の2013年12月25日に3か月間の人気投票が最下位であったため、この日をもってクビを切られた。
- 黄薔薇の斗夢(とむ)（演:小森真理子）
- 桃薔薇の魔世(まよ)（演:利麗）
- 緑薔薇の響希(ひびき)（演：村田莉） - 優希をクビにした後に新たにオーディションで選ばれた、薔薇組の新人。以前相談者として店を訪れたことがあり、その際に玉姫が目を付けた。
- 玉姫レディ&玉姫ダンサー:蝶羽、奄美莉音、明日香、蝶狐楽

### オーディション参加者
- エントリーNo.1結城ゆう(19歳)
- エントリーNo.2熊原楓果(25歳)
- エントリーNo.3結城ゆう(19歳)
- エントリーNo.4小森真理子(23歳)
- エントリーNo.5是永真由(18歳)
- エントリーNo.5黄色の横田(23歳)
- エントリーNo.6吉田よしえ(48歳):よしのよしこ
- エントリーNo.7利麗(24歳)
- エントリーNo.8林玲奈(19歳)
- エントリーNo.9奄美莉音(25歳)
- エントリーNo.10明日香(24歳)
- エントリーNo.11祭(27歳)

## 放送リスト
| 回 | 放送日        | サブタイトル               | 相談者             | 相談内容             | 回答者、勝者 | ダンス曲                                              | ○○isdead               |
| -- | ------------- | -------------------------- | ------------------ | -------------------- | ------------ | ----------------------------------------------------- | ---------------------- |
| 1  | 2013年10月2日 | 男らしい女性オーディション | -                  | -                    | -            | DA PUMP「Feelin' Good 〜It's PARADISE〜」             | パンナコッタ           |
| 2  | 2013年10月9日 | 胸が小さい                 | いずみ24歳(桜和恵) | 彼氏に貧乳と言われる | 白(勝)、青   | m.c.A・T「ごきげんだぜっ! 〜Nothing But Something〜」 | 厚底ブーツ、ソバージュ |

## スタッフ
- ナレーター:岸学
- 原作:「GIRL'S TALK」（サイバーエージェント提供）
- 演出・脚本:鈴木おさむ
- 構成:岩本哲也
- TD:日高棚弘(ジェイ・クルー)
- 撮影:ジェイ・クルー(沼田善、中島大樹、浦谷清顕)
- VE:ジェイ・クルー(村田清和、谷沢宗明)
- 音効:松島芳樹(digitalcircus)
- CG:大森清一郎
- 美術:村上輝彦(テレビ朝日クリエイト)
- 美術進行:テレビ朝日クリエイト(廣澤陽子、三木晴加)
- 衣装制作:篠崎和佳子(松竹衣装)
- メイク:MARVEE
- 美術車両:ブルーフラッグ
- 衣装協力:WILDPARTY、BUFFALOBOBS、MURDERLICENSE、CRICKETINC、de:3ighR、EVERGREEN、DIVINER、Only&One
- 音楽協力:avexgroup、JOYSOUND
- 撮影協力:香和
- 振付:水杉純(六本木香和)
- 協力:サイバーエージェント
- 編成:山本文隆(テレビ朝日)
- 宣伝:残間理央(テレビ朝日)
- 営業:小俣貴史(テレビ朝日)
- コンテンツビジネス:新井麻美(テレビ朝日)
- アシスタントディレクター:MMJ(川崎一輝、羽場愛)
- ディレクター:MMJ(渡辺資、岡田純一、肥後智一)
- アシスタントプロデューサー:橋むつ美(MMJ)
- プロデューサー:吉村周(テレビ朝日)、MMJ(山口一美、坂井良美)
- 制作:テレビ朝日、MMJ

## ネット局と放送時間
| 放送対象地域 | 放送局           | 系列           | 放送日時                 | 放送開始日    | 遅れ日数 |
| ------------ | ---------------- | -------------- | ------------------------ | ------------- | -------- |
| 関東広域圏   | テレビ朝日（EX） | テレビ朝日系列 | 水曜 25時51分 - 26時21分 | 2013年10月2日 | 制作局   |

| テレビ朝日 火曜25:51～26:21枠               | テレビ朝日 火曜25:51～26:21枠                 | テレビ朝日 火曜25:51～26:21枠                                                                                           |
| 前番組                                      | 番組名                                        | 次番組 |
| ------------------------------------------- | --------------------------------------------- | --- |
| 甘王の共感スクール （2013.4.2 - 2013.9.24） | ガールズトーク 薔薇組 (2013.10.2 - 2014.3.25) | 私のホストちゃんS 〜新人ホストオーナー奇跡の密着6カ月〜 (2014.4.1 - ) ※25:26 - 25:56お願い!ランキング2部 ※25:56 - 26:21 |